# Nick Alm
Nick Alm, född 7 juni 1985, är en svensk konstnär. Han målar främst i olja med figurativa motiv, ofta unga människor i sociala miljöer. Han är utbildad vid KV konstskola i Göteborg 2006–2007, The Florence Academy of Art i Sverige 2007–2010, i Florens 2010 och hos Odd Nerdrum i Norge och Frankrike 2011.
För sin målning Two Lovers tilldelades han förstapriset för figurativt måleri vid amerikanska Art Renewal Centers internationella salong 2013. År 2016 flyttade Alm sin ateljé från Eksjö till Lidingö.